# Manabu Minami
Manabu Minami (japanisch 己浪 学 Minami Manabu; * 17. Februar 1988 in Kashihara) ist ein ehemaliger japanischer Fußballspieler.

## Karriere
Minami erlernte das Fußballspielen in der Schulmannschaft der Nara Ichijo High School und der Universitätsmannschaft der Ritsumeikan-Universität. Seinen ersten Vertrag unterschrieb er 2010 bei Amitie SC. 2013 wechselte er zum dritthöchsten YSCC Yokohama. Am Ende der Saison 2013 stieg der Verein in die J3 League auf. 2016 wechselte er zum ReinMeer Aomori FC. Ende 2016 beendete er seine Karriere als Fußballspieler.